# Une affaire de femmes
Une affaire de femmes is een Franse dramafilm uit 1988 onder regie van Claude Chabrol.

## Verhaal
Tijdens de Tweede Wereldoorlog woont Marie Latour alleen met haar twee kinderen in een provinciestadje in Frankrijk. Haar man Paul zit vast als krijgsgevangene. Om in haar levensonderhoud te voorzien voert Marie abortussen uit en verhuurt een kamer aan een prostituee. Bij de terugkomst van haar man Paul verandert de sfeer in huis. Hij houdt van haar, maar Marie kan hem niet meer uitstaan. Ze heeft minnaars en brengt meer tijd door met haar vriendinnen dan met haar echtgenoot. Paul wordt jaloers en is uit op wraak.

## Rolverdeling
| Acteur             | Personage       |
| ------------------ | --------------- |
| Isabelle Huppert   | Marie Latour    |
| François Cluzet    | Paul Latour     |
| Nils Tavernier     | Lucien          |
| Marie Trintignant  | Lucie           |
| Lolita Chammah     | Mouche 2        |
| Aurore Gavin       | Mouche 1        |
| Guillaume Foutrier | Pierrot 1       |
| Nicolas Foutrier   | Pierrot 2       |
| Marie Bunel        | Ginette         |
| Dominique Blanc    | Jasmine         |
| Evelyne Didi       | Fernande        |
| Danièle Graule     | Loulou          |
| François Maistre   | Lamarre-Coudray |